# Rullekes

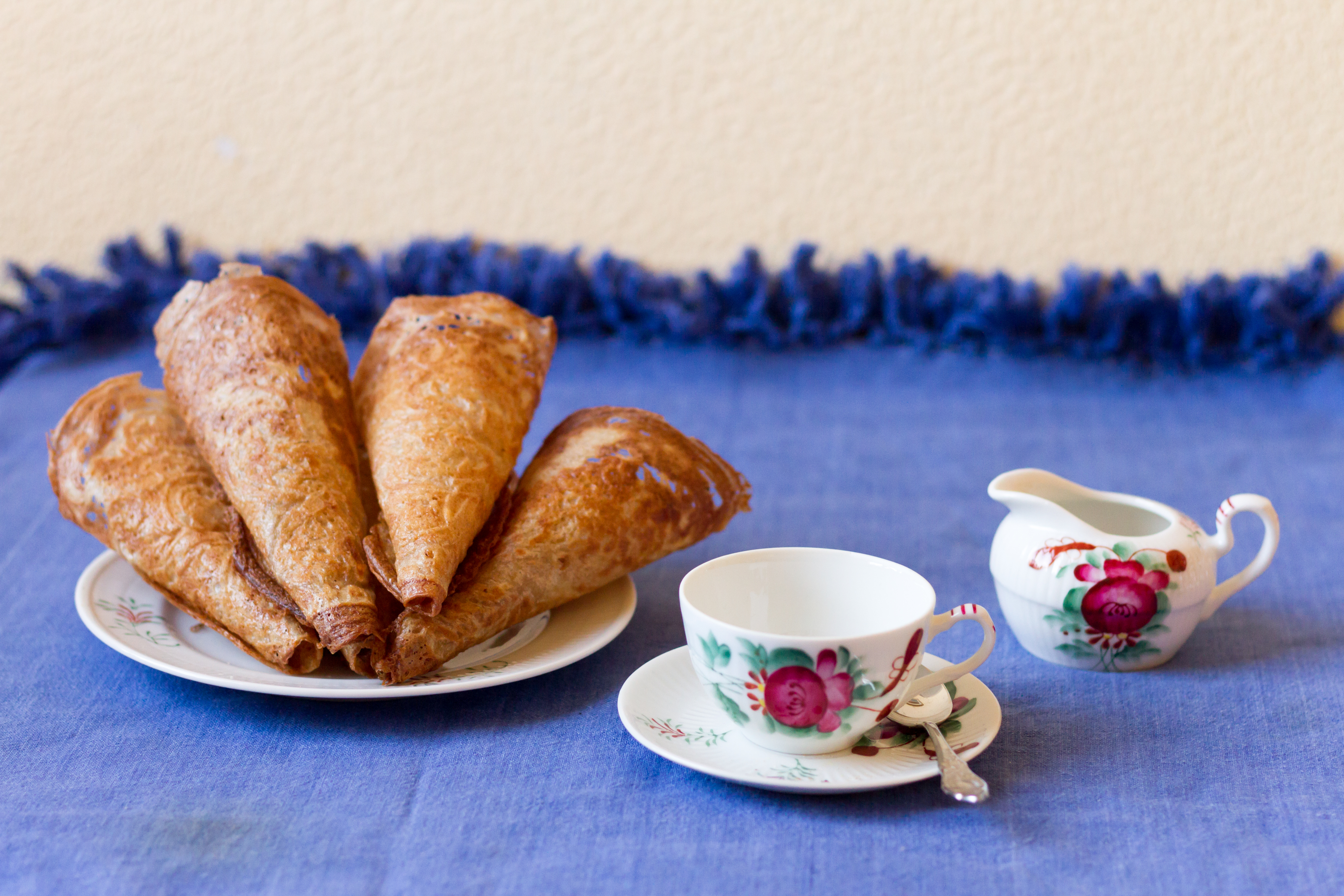
Rullekes werden zum Jahreswechsel gern zum Tee gereicht.

Rullekes, auch Rullerkes (Ostfriesisches Platt und Plattdeutsch für Röllchen), Neeijahrskook (Neujahrskuchen) oder Krüllkoken (Rollkuchen) genannt, sind ein ostfriesisches Gebäck, das traditionell zum Tee zu Silvester und Neujahr gereicht wird.
Es handelt sich dabei um ein festes, geformtes, süßes Waffelhörnchen, das zum Jahreswechsel bereitet und verzehrt wird. Der Teig besteht aus Mehl, Butter, Eiern, Wasser und Zucker (Kandis). Darüber hinaus enthält er als Besonderheit Kardamom und Anis. Früher wurde der Teig in speziellen Waffeleisen über offenem Feuer gebacken und anschließend mit Hilfe eines Rundholzes zu einer konischen Tüte geformt. Die Waffeleisen waren auf der Innenseite oft mit kunstvollen Motiven, den Monogrammen der Besitzer oder (frommen) Sprüchen verziert, die sich auf das Gebäck durchdrückten (ähnlich wie bei Oblaten). Mit der Einführung der Elektrizität zu Beginn des 20. Jahrhunderts kamen die ersten elektrischen Waffeleisen auf den Markt. Diese werden heute auch als dat olle Iesder, das alte Eisen bezeichnet. Heute werden Rullekes üblicherweise mittels elektrischer Waffeleisen hergestellt.
Da frische Rullekes knusprig sind, können sie beim Verzehr erheblichen Lärm verursachen – was beabsichtigt ist. Aus diesem Grunde werden sie auch als Beck vull Schandaal (Mund voll Lärm) bezeichnet.
Mancherorts werden Rullekes mit Schlagsahne gefüllt gegessen.